# Стройная подвязочная змея
Стройная подвязочная змея (лат. Thamnophis elegans) — вид змей из семейства ужеобразных.
Общая длина достигает 1—1,04 м. Достаточно большая, толстая змея с килеватой чешуёй. Орнамент крайне разнообразен, но обычно рельефная полоса вдоль спины и две другие по бокам. Туловище между ними палевого цвета с пятнами или белой окраски в крапинку.
Любит луга, светлые рощи, болотистые места, поля. Встречается на высоте почти 4000 метров над уровнем моря. Хорошо лазает, плавает. Питается земноводными и грызунами.
Живородящая змея. Самка рождает от 4 до 15 детёнышей. Неядовита, как и большинство ужеобразных.
Обитает на большей части запада США, юго-западе Канады, в штате Нижняя Калифорния (Мексика).